# ستلا

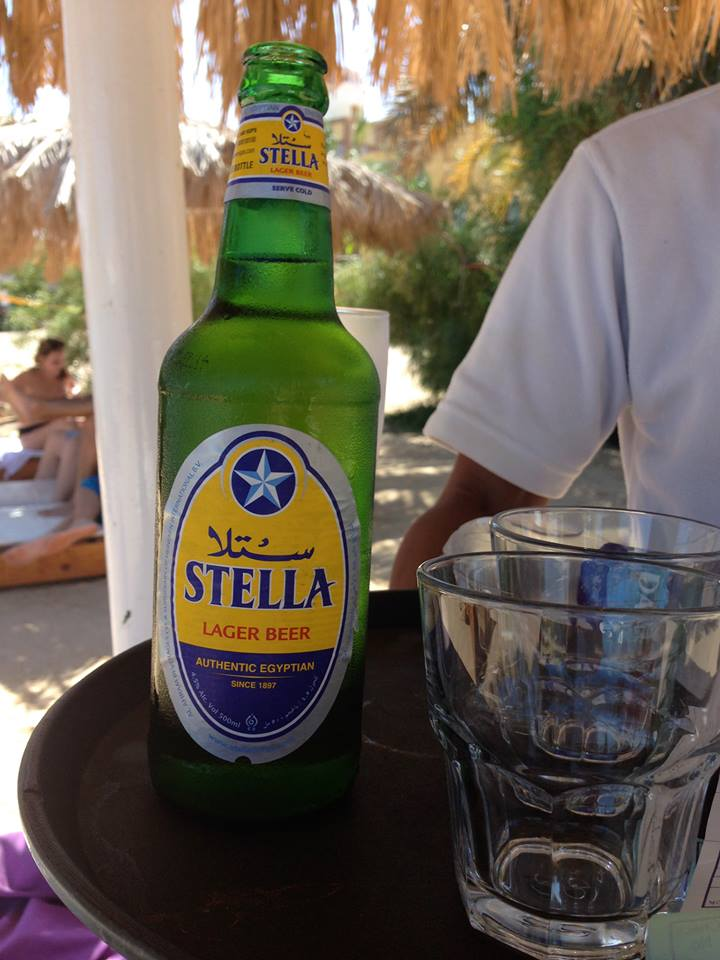
زجاجة ستل.ا

ستلا هو نوع من الجعة نتتجه شركة الأهرام للمشروبات المصرية تحتوي على نسبة 4.5% من الكحول. وتعتبر أشهر نوع جعة في مصر.

## التاريخ

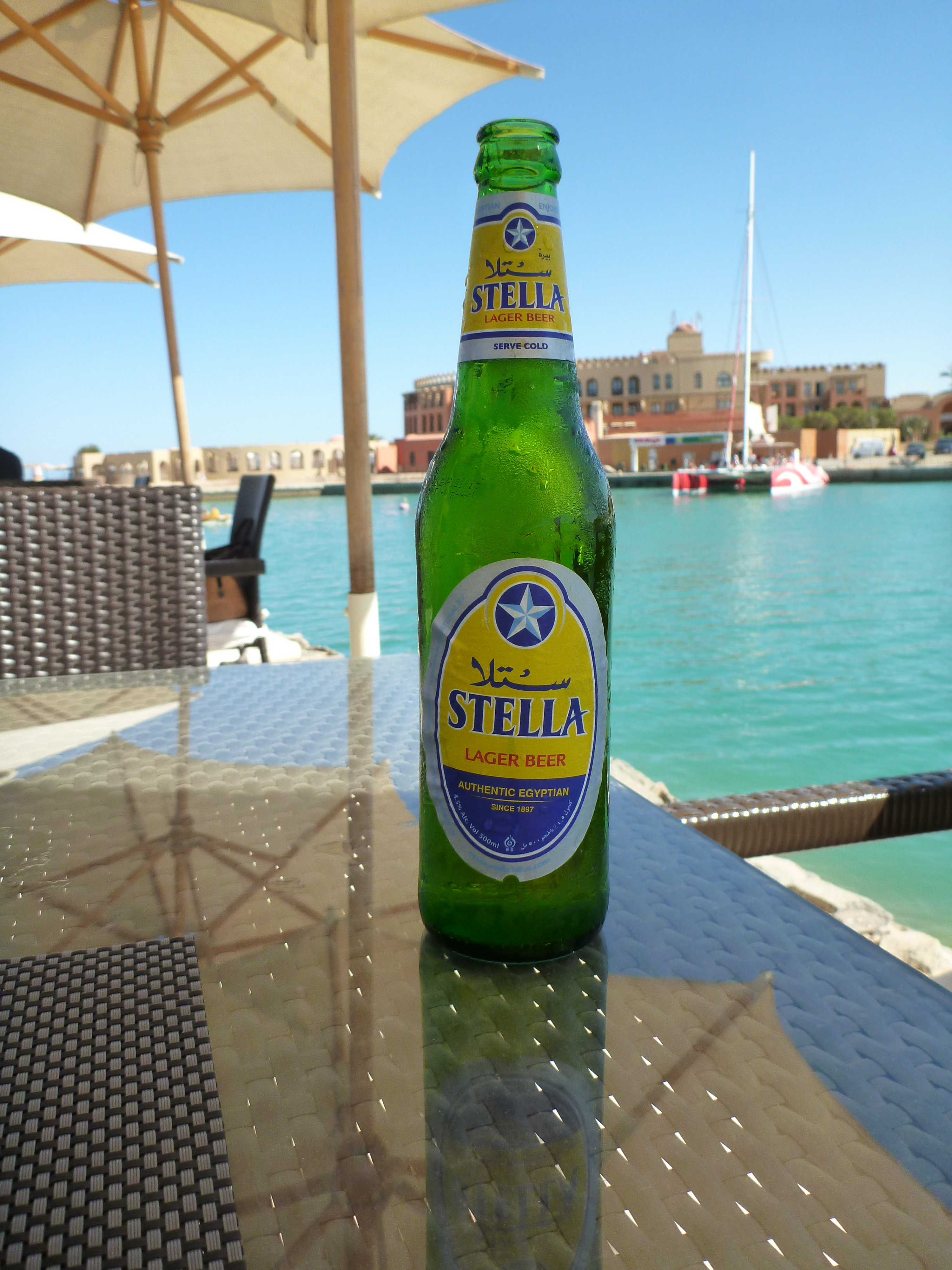
زجاجة ستلا في منتجع الجونة.

كلمة ستلا إيطالية الأصل وتعني النجمة، ولم تنل ستلا أية شهرة في مصر إلا بعد شراء شركة هاينكن العالمية لشركة بيراميدز وكراون عام 1937، واستدعت هاينكن خبير هولندي من الخارج لتطوير نكهة جعة لتتماشى مع ذوق المصريين، بالفعل وضع
نوع من الشعير يتناسب مع الظروف الزراعية في مصر، وبدأت الشركة في استخدام الشعير والأرز والماء المصري في تلك الصناعة منذ ذلك الوقت. انخفضت جودة ستلا في نهاية الثمانينيات، وأواخر التسعينيات، وشهدت كسادًا في عملية الاستهلاك حتى قام رجل الأعمال المصري "أحمد زيات" بخصخصة الشركة، وأعاد لها هيبتها ورواجها عن طريق استحداث أحدث أساليب التصنيع، وإضافة مجموعات أخرى من المشروبات غير الكحولية، حتى استعادة "هاينكن" الشركة مرة أخرى عام 2002.